# Арно Верр
Арно Верр (нім. Arno Werr; 8 грудня 1920, Берлін — 18 травня 1944, Атлантичний океан) — німецький офіцер-підводник, оберлейтенант-цур-зее крігсмаріне.

## Біографія
16 вересня 1939 року вступив на флот. З лютого 1942 року — вахтовий офіцер на підводному човні U-572. В квітні-червні 1943 року пройшов курс командира човна. З 24 липня 1943 року — командир U-241. 13 травня 1944 року вийшов у свій перший і останній похід. 18 травня U-241 був потоплений в Норвезькому морі північно-східніше Фарерських островів (63°36′ пн. ш. 01°42′ сх. д.) глибинними бомбами британського летючого човна «Каталіна». Всі 51 члени екіпажу загинули.

## Звання
- Кандидат в офіцери (16 вересня 1939)
- Морський кадет (1 лютого 1940)
- Фенріх-цур-зее (1 липня 1940)
- Оберфенріх-цур-зее (1 липня 1941)
- Лейтенант-цур-зее (1 березня 1942)
- Оберлейтенант-цур-зее (1 жовтня 1943)